# Będków (powiat Tomaszowski)
Będków is een dorp in het Poolse woiwodschap Łódź, in het district Tomaszowski (Mazovië). De plaats maakt deel uit van de gemeente Będków en telt 550 inwoners.

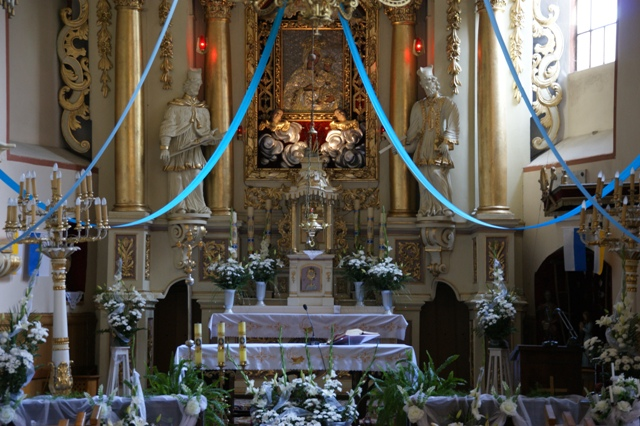
Main altar in the church in Będków
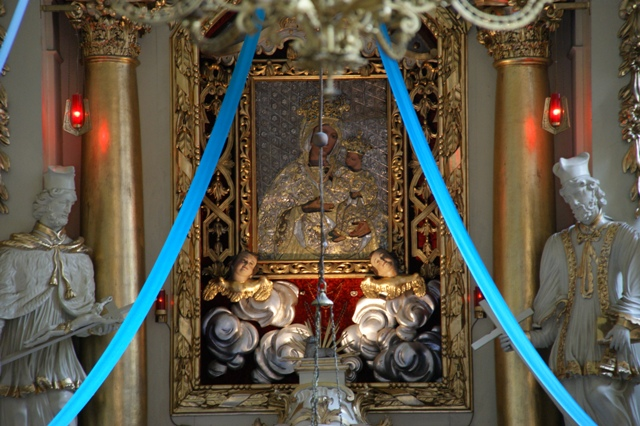
Main altar in the church in Będków
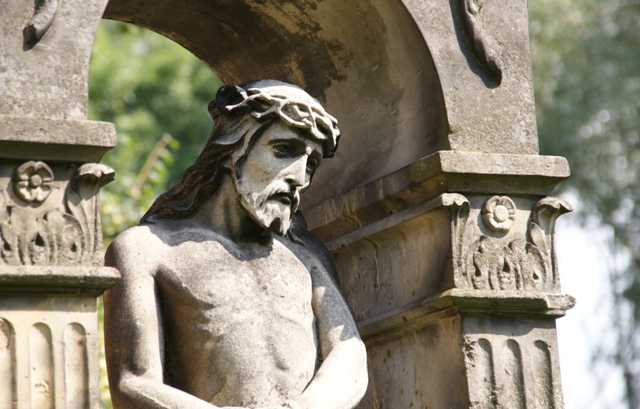
Detail of a 19th cent. tomb in the church graveyard